# Rohrberg (Altmark)
Rohrberg ist eine Gemeinde der Verbandsgemeinde Beetzendorf-Diesdorf im Altmarkkreis Salzwedel in Sachsen-Anhalt.

## Geographie

### Lage
Rohrberg, ein Straßendorf mit Kirche, liegt rund 20 Kilometer südlich der Kreisstadt Salzwedel in der Altmark an der B 248. Die Hartau, ein etwa zwei Meter breiter und ein Meter tiefer Bach, fließt durch das Dorf. Westlich des Dorfes liegt das FFH-Gebiet Rohrberger Moor, östlich beginnt das FFH-Gebiet Tangelnscher Bach und Bruchwälder mit dem Laubwald Dränick.
Die Gemeinde liegt an der Straße der Romanik.

### Gemeindegliederung
Die Gemeinde besteht aus 6 Ortsteilen:
- Rohrberg
- Ahlum
- Groß Bierstedt
- Klein Bierstedt
- Nieps
- Stöckheim

## Geschichte

### Mittelalter bis Neuzeit
Rohrberg wurde erstmals 1248 als Rorberge urkundlich erwähnt, als die Grafen von Dannenberg drei Hufen, die die von Bardeleben von ihnen zu Lehen trugen, dem Heiliggeiststift bei Salzwedel übertrugen. Das Dorf ist aber früher gegründet worden, denn die Kirche wurde schon in der zweiten Hälfte 12. Jahrhundert erbaut.
Im Jahre 1252 wurden civibus de Rorberge (Bürger aus Rohrberg) erwähnt, wie einer Urkunden-Abschrift von Simon Friedrich Hahn aus dem Jahre 1724 zu entnehmen ist. Der Historiker Adolph Friedrich Riedel nennt für die Urkunde das Jahr 1212 und zitiert Johann Friedrich Pfeffinger, der wiederum auf Hahn verweist und ihn erstmals falsch zitiert, wie bereits Siegmund Wilhelm Wohlbrück nachwies. Aus heutiger Sicht sieht es so aus, als hätte Pfeffinger bei Hahn die römische Jahreszahl MCCLII als 1212 gelesen. Und so kam es, dass im Jahre 2012, mit 40-jähriger Verfrühung, das 800-jährige Bestehen des Ortes gefeiert wurde.
Heiko Meyer berichtete im Findling von den Recherchen zur Ortsgeschichte durch Hartmut Bock im Geheimen Staatsarchiv Preußischer Kulturbesitz Berlin-Dahlem. In den überlieferten Fragebögen, die Johann Christoph Bekmann für sein Buch über die Altmark zusammenstellte, fanden sich handschriftliche Berichte eines Pfarrers Harnack über Rohrberg aus den Jahren 1711 oder 1740. Er schrieb: „Rohrberg zwei Meilen von Salzwedel belegen, bestehend aus 42 bewohnten Höfen, soll vor dem ein Städtgen gewesen seyn, und zu dem damaligen Witthums Sitz Danneberg gehöret haben, vondem annoch ein alt aus Pergament beschriebenes dokument vorhanden, worinnen die Einwohner der Zeit, Cives (Stadtbewohner) genennt werden.“
Im Jahre 1709 war das Dorf zur Hälfte abgebrannt. Harnack berichtet dazu: „Anno 1709 den 19. April wurde es von einem Bosshaften Menschen angesteckt und brannte fast auf die Hälfte in anderthalb Stunden ab, welcher Mordbrenner aber ein Jahr hernach, da er von seiner eigenen Frauen angegeben, sowie Lohn Bekommen, und wegen dieser und anderer Begangener Übeltaten in den königlichen Amte Dambeck lebendig verbrannt worden.“

### Archäologie
Die Großsteingräber bei Rohrberg südlich des Dorfes wurden im 19. Jahrhundert zerstört.

### Kathinkenburg
Die Kathinkenburg ist eine natürliche Erhebung im sumpfigen Wiesengelände der Hartau, 3,1 Kilometer nordöstlich von Rohrberg, von einer stillgelegten Bahnlinie durchschnitten..
Pfarrer Harnack berichtete 1711 oder 1740 von der ehemaligen Burg. In dem zugehörigen sogenannten großen Holze finden sich noch einige rudärer (Reste) von einer daselbst gestandenen Burg wo selbst noch ein mit Bäumen bestandener Wall nebst einem Graben zu sehen, und heisset solche Gegend noch die Burgstelle. Diese Burg ist bekannt als Kathinkenburg. Die letzten Spuren waren wohl ein ziemlich drei Meter hoher Wall der etwa zehn Morgen Land umschlossen hat. Um 1900 wurde von dem Besitzer des Ackerstücks diese Fläche eingeebnet.
Weitere Namen sind: Katinenburg, Katinkenburg, Die alte Burg im Drenik oder Katinsche Burg.
Paul Grimm beschrieb die Anlage 1958 als nur noch undeutlich erkennbaren, jetzt oval wirkenden Rundwall von etwa 170 × 200 Meter Durchmesser. Nach dem Wüstungsbuch war die Anlage oval mit einer ausgeprägten Ecke auf der Westseite. Früher soll noch ein innerer Wall erkennbar gewesen sein. Im 20. Jahrhundert wurde über mittelsteinzeitliche Oberflächenfunde und blaugraue Scherben des 13. Jahrhunderts berichtet, die teilweise im Danneil-Museum aufbewahrt werden.
Etwa 2 Kilometer südlich der Kathinkenburg liegt die Wüstung Drenik in der Gemarkung Beetzendorf im geschützten Laubwald Dränick. Johann Christoph Bekmann berichtete im 17. Jahrhundert von Überresten des Dorfes Drenik. Er schreibt „Dremik ist ein nach Bezendorf gehöriges Gehölze, in welchem ein Schloss gelegen namens Nichau.“ Mit diesem Schloss ist wahrscheinlich die Kathinkenburg gemeint.

### Eingemeindungen
Rohrberg gehörte ursprünglich zum Salzwedelischen Kreis der Mark Brandenburg in der Altmark. Von 1807 bis 1813 lag es im Kanton Beetzendorf auf dem Territorium des napoleonischen Königreichs Westphalen. Nach weiteren Änderungen kam es 1816 in den Kreis Salzwedel, den späteren Landkreis Salzwedel im Regierungsbezirk Magdeburg in der Provinz Sachsen in Preußen.
Die Gemeinde Rohrberg wurde am 25. Juli 1952 in den Kreis Klötze umgegliedert. Am 1. Juli 1994 kam die Gemeinde zum Altmarkkreis Salzwedel.
Durch einen Gebietsänderungsvertrag beschlossen die Gemeinderäte der Gemeinden Ahlum, Bierstedt und Rohrberg, dass ihre Gemeinden aufgelöst und zu einer neuen Gemeinde mit dem Namen Rohrberg vereinigt werden. Dieser Vertrag wurde vom Landkreis als unterer Kommunalaufsichtsbehörde genehmigt und trat am 1. Januar 2009 in Kraft.
Das Gemeindegebiet vergrößerte sich dadurch von 10,49 km² auf 38,29 km².

### Einwohnerentwicklung

#### Gemeinde
| Jahr | Einwohner |
| ---- | --------- |
| 1734 | 259       |
| 1774 | 297       |
| 1789 | 302       |
| 1798 | 320       |
| 1801 | 321       |
| 1818 | 307       |

| Jahr | Einwohner |
| ---- | --------- |
| 1840 | 651       |
| 1864 | 801       |
| 1871 | 787       |
| 1885 | 770       |
| 1892 | [00]793   |
| 1895 | 752       |

| Jahr | Einwohner |
| ---- | --------- |
| 1900 | [00]0752  |
| 1905 | 0772      |
| 1910 | [00]0854  |
| 1925 | 0788      |
| 1939 | 0678      |
| 1946 | 1039      |

| Jahr | Einwohner |
| ---- | --------- |
| 1964 | 838       |
| 1971 | 776       |
| 1981 | 642       |
| 1993 | 620       |
| 2006 | 581       |

Quelle bis 2006, wenn nicht angegeben:

#### Ortsteil
| Jahr | Einwohner |
| ---- | --------- |
| 2015 | [00]537   |
| 2018 | [00]524   |
| 2020 | [00]544   |
| 2021 | [00]529   |
| 2022 | [00]516   |
| 2023 | [00]508   |

## Religion
Die evangelische Kirchengemeinde Rohrberg gehörte früher zur Pfarrei Rohrberg. Zu ihr gehörten neben der Kirchengemeinde Rohrberg mit der Mutterkirche die Kirchengemeinden Groß-Bierstedt, Klein-Bierstedt und Püggen mit ihren Filialkirchen. Im Jahre 2003 wurden die Kirchengemeinden Rohrberg, Groß- und Klein Bierstedt, Mellin, Stöckheim, Tangeln und Püggen zum Kirchspiel Rohrberg vereinigt, das heute betreut wird vom Pfarrbereich Beetzendorf im Kirchenkreis Salzwedel im Bischofssprengel Magdeburg der Evangelischen Kirche in Mitteldeutschland.

## Kultur und Sehenswürdigkeiten

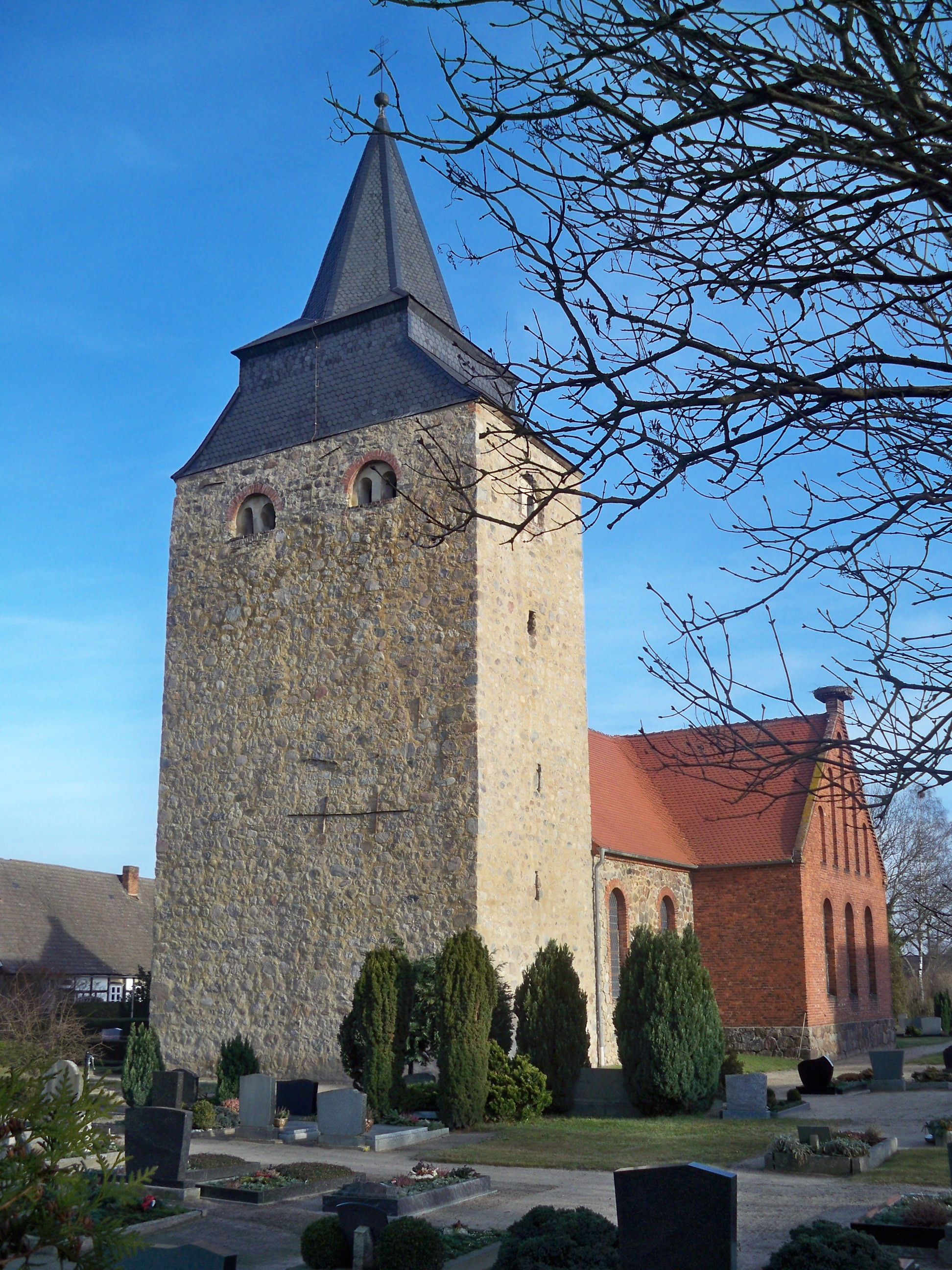
Kirche

- Die romanische Kirche von Rohrberg ist aus Feldsteinen um das Jahr 1175 gebaut. Aus romanischer Zeit ist ein Taufkessel erhalten. Eine Glocke stammt aus dem Jahr 1337, eine Inschrift weist als Glockengießer einen Hermannus aus. Die Glocke ist damit eine der ältesten Bronzeglocken des Altmarkkreises Salzwedel. Die Kanzel stammt von 1691, der Altar von 1700, das Gestühl und die Empore sind im 18. Jahrhundert entstanden. An einigen Bänken ist das Wappen der Patronatsfamilie von der Schulenburg erkennbar. Die Kirche hat eine Orgel.

- In Rohrberg steht ein Denkmal für die Gefallenen des Ersten Weltkrieges. Ein Soldat mit Helm und Mantel neigt sich mit gesenktem Blick vor einem Steinkreuz[24]
- Der Friedhof befindet sich neben der Kirche.

## Vereine
- Seniorenverein e. V.
- Schützenverein Rohrberg e. V.
- Sportverein „SV 04 Rohrberg e. V.“ (Kegeln, Tennis, Tischtennis, Gymnastik u. a.)
- Tennis-Club Rohrberg e. V.
- Der Verein „Junge Archäologen der Altmark“ hat seinen Sitz in Rohrberg.[25]

## Wirtschaft und Infrastruktur
- In Rohrberg gibt es einen Kindergarten und das Restaurant „Landgasthof Alter Bahnhof“ mit einem Saal.
- Die Recker Zuchtbetriebe Rohrberg GmbH & Co. KG betreibt landwirtschaftliche Urproduktion durch Putenmast und Marktfruchtanbau sowie die Vermarktung landwirtschaftlicher Erzeugnisse
- Die Teichanlage Rohrberg liegt im Westen und Südwesten des Dorfs an der Hartau. Sie dient der Satzfischproduktion. Der angegliederte Angelbetrieb bietet einen 35 Hektar großen Angelteich.
- Charakteristisch für den Ort in der Altmark sind kleine Stände am Straßenrand, die von Einwohnern hergerichtet werden. Dort können Eier, Blumen, Obst und Gemüse direkt aus den Gärten erworben werden.
- Radwege führen nach Beetzendorf und nach Ahlum. In der Umgebung befinden sich ausgedehnte Wälder.